# Goudkraagtangare
De goudkraagtangare (Iridosornis jelskii) is een zangvogel uit de familie Thraupidae (tangaren).

## Verspreiding en leefgebied
Deze soort telt 2 ondersoorten:
- I. j. jelski: noordelijke en centraal Peru.
- I. j. bolivianus: zuidelijk Peru en westelijk Bolivia.